# Nueltin Lake
Nueltin Lake är en sjö i provinserna Manitoba och Nunavut i Kanada. Sjön ligger 278 meter över havet och ytan är 2 279 kvadratkilometer. Sjön ligger i den boreala klimatzonen.